# Фукуока (аеропорт)
Аеропорт Фукуока (яп. 福岡空港, ふくおかくうこう, фукуока куко; англ. Fukuoka Airport) — державний вузловий міжнародний аеропорт в Японії, розташований в місті Фукуока префектури Фукуока. Розпочав роботу з 1972 року. Попередником аеропорту було летовище Імперської армії Японії, спорудження якого стартувало 1944 року. Після Другої світової війни окупаційна влада закрила летовище, а 1951 року дозволила будівництво цивільного приватного аеропорту на його місці. 1970 року цей аеропорт був переданий у державну власність, до відомства Міністерства транспорту Японії. Спеціалізується на внутрішніх і міжнародних авіаперевезеннях. Колишня назва — аеропорт Ітадзуке.